# Callophrys sheridonii
Callophrys sheridonii är en fjärilsart som beskrevs av Edwards 1877. Callophrys sheridonii ingår i släktet Callophrys och familjen juvelvingar. Inga underarter finns listade i Catalogue of Life.

## Bildgalleri

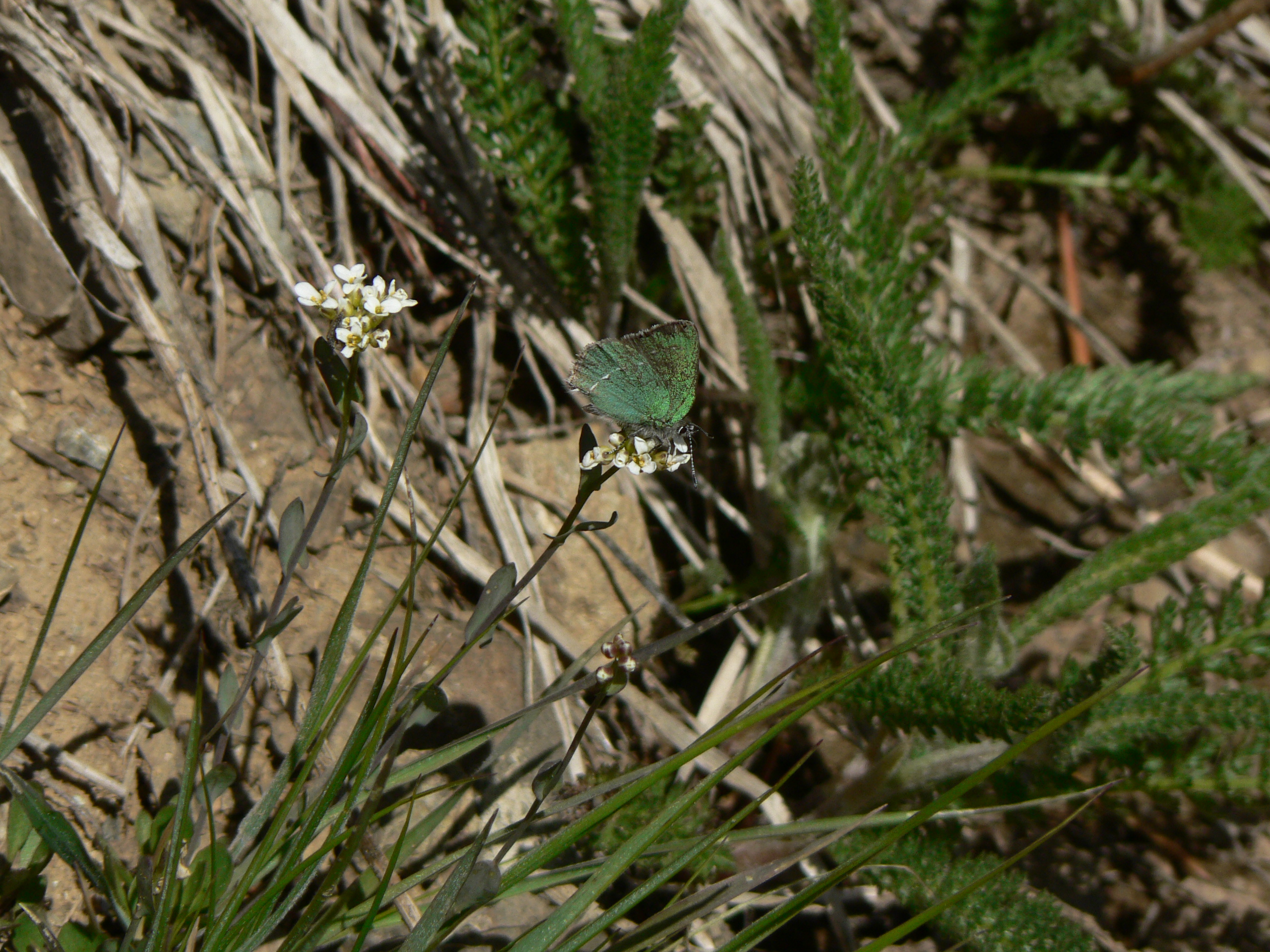